# Smith Rocks
Die Smith Rocks sind eine Gruppe kleiner Felseninseln vor der Mawson-Küste des ostantarktischen Mac-Robertson-Lands. Im östlichen Teil der Holme Bay liegen sie 800 m nordöstlich der Canopus-Inseln.
Norwegische Kartographen kartierten sie anhand von Luftaufnahmen der Lars-Christensen-Expedition 1936/37 und benannten sie als Spjotøyholmane. Das Antarctic Names Committee of Australia benannte sie dagegen nach Victor C. Y. Smith vom Royal Australian Army Service Corps, Fahrer eines DUKW-Amphibienfahrzeugs bei Operationen zum Besetzungswechsel auf der Davis- und der Mawson-Station in zwei antarktischen Sommerkampagnen zwischen 1958 und 1960 tätig war.